# K.E. Skydsgaard
Kristen Ejner Buhl Skydsgaard (15. november 1902 i Sønder Nærå - 9. februar 1990) var en dansk teolog, præst og dr.theol. fra 1937 på afhandlingen Metafysik og Tro. En dogmatisk Studie i nyere Thomisme og fra 1942 professor i dogmatik ved Københavns Universitet.
Han var far til Jens Erik Skydsgaard.